# 新藤華盛
新藤華盛（二代目)
新藤華盛（しんどうかせい、本名・浩司。1967年4月20日 - ）は日本の華道家である。現在花道桂古流9代目家元。埼玉県さいたま市(旧浦和市)出身および在住。
初代華盛は二代目華盛の祖父（本名・盛三）であり、生花（桂古流では立活〔たちいけ〕という独自の呼称を用いる）の名手として知られる。
現在、一般財団法人新藤花道学院学院長・代表理事、埼玉県いけばな連合会理事、さいたま市いけばな芸術協会会長。
ならびに、一般社団法人いけばな協会常任理事、花育活動推進検討会委員理事を務める。